# Josef Anton Renn
Josef Anton Renn (* 22. April 1715 in Imst; † 17. März 1790 ebenda) war ein österreichischer Bildhauer.

## Leben
Josef Anton Renn wurde als Sohn des Malers Thomas Renn in Imst geboren. Er machte eine Lehre beim Bildhauer Jais in Imst und studierte anschließend zunächst in Augsburg und dann sechs Jahre lang in Wien bei Jakob Christoph Schletterer. In Wien lernte er Johann Jakob Zeiller und Veit Königer kennen. Anschließend arbeitete er in Strassburg, Bern und Konstanz, wo er drei Jahre lang als Hofbildhauer des Deutschen Ordens tätig war. Nach rund 15 Jahren kehrte er nach Imst zurück. Dort betrieb er ein Bildhauerwerkstatt und schuf insbesondere Altäre und Skulpturen für Kirchen. Sohn Josef Chrysostomus Renn (1750–1806) und sein Enkel Franz Xaver Renn waren ebenfalls als Bildhauer tätig. Zu seinen Schülern gehörten Peter Paul Schöpf und Johann Giner der Ältere.

## Werke

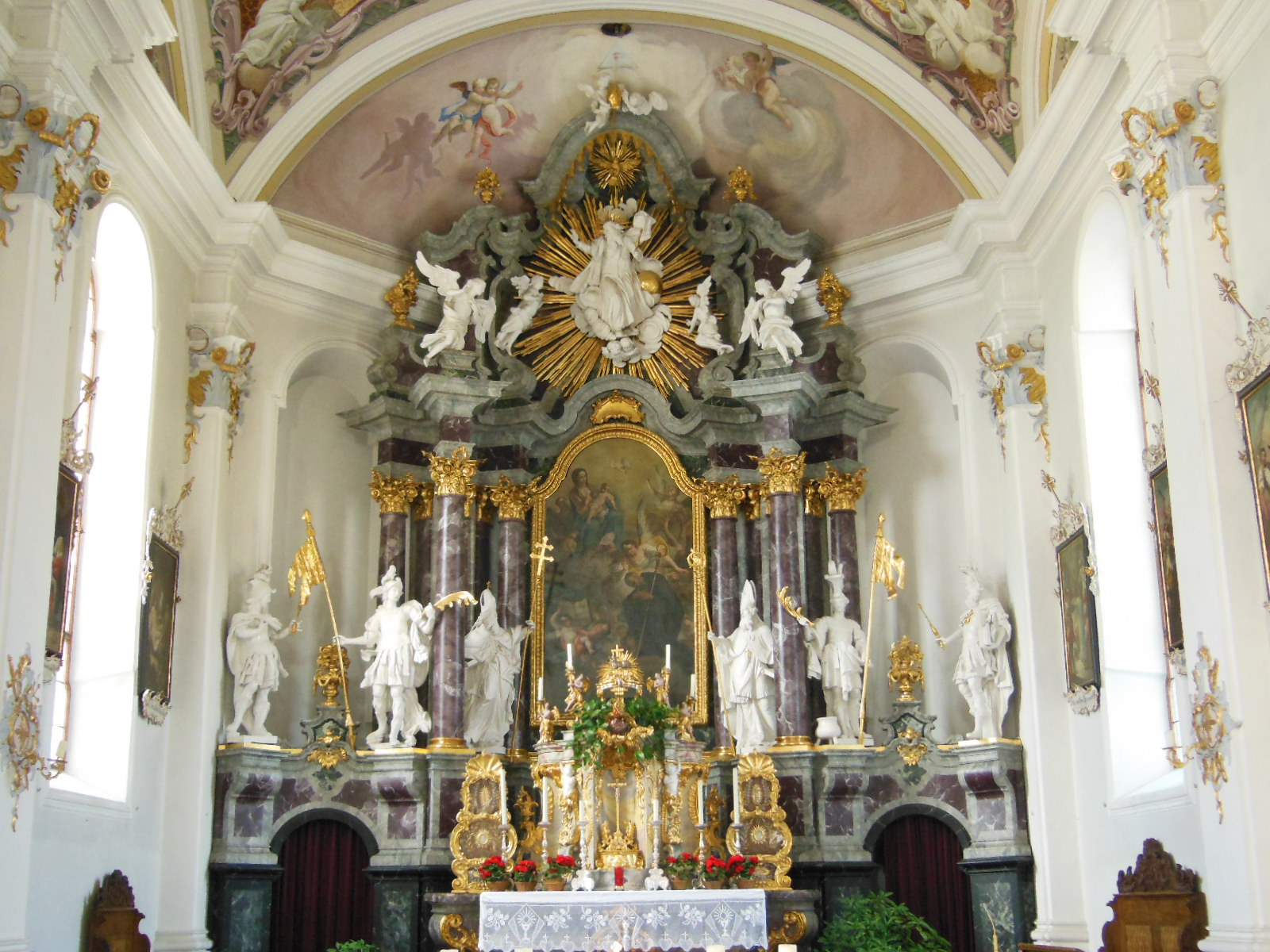
Hochaltar, Pfarrkirche Weer

- Hochaltar, Pfarrkirche Stuben am Arlberg, 1770 (nicht erhalten)
- Skulpturen am rechten Seitenaltar, Pfarrkirche Braz, 1772/73
- Hochaltar und Seitenaltäre, Pfarrkirche Weer, um 1780[3]
- Figuren am Hochaltar, Pfarrkirche Jerzens, um 1780
- Kanzel, Pfarrkirche St. Gallenkirch, um 1787 (zugeschrieben)
- Hochaltar, Seitenaltäre, Kanzel, Pfarrkirche Imst (1822 bei einem Brand zerstört)
- Hochaltar, Pfarrkirche Schlanders, nicht erhalten
- Statuen am Hochaltar, Pfarrkirche Ischgl
- Skulpturen am Hochaltar, Pfarrkirche Roppen (nicht erhalten)
- Figuren Maria und Johannes, Kapelle Bruggen, Längenfeld
- Figuren am linken Seitenaltar, Expositurkirche Zaunhof (zugeschrieben)
- Figuren am Hochaltar, Kaplaneikirche Leins (zugeschrieben)
- Brunnenfigur, Guter-Hirte-Brunnen, Imst (zugeschrieben)[4]
- Brunnenfigur, Schutzengelbrunnen, Imst (zugeschrieben)[5]